# 2018年平昌オリンピックのアルメニア選手団
2018年平昌オリンピックのアルメニア選手団は、2018年2月9日から25日まで大韓民国江原道平昌で開催された2018年平昌オリンピックのアルメニア選手団の名簿。

## 選手団
- 人員: 選手 3人
- 開会式旗手: ミカエル・ミカエリャン

## 種目別選手・スタッフ名簿及び成績

### アルペンスキー
- アショット・カラペチャン（男子回転）2:08.08、42位

### クロスカントリースキー
- ミカエル・ミカエリャン
  - （男子15kmフリー）39:01.4、83位
  - （男子スプリント）3:37.40 予選敗退
- カティア・ガルスチャン（女子10kmフリー）30:25.1、72位